# Став’те памет на комедију (ТВ филм)
„Став'те памет на комедију” је југословенски ТВ филм из 1973. године. Режирао га је Славољуб Стефановић Раваси а сценарио је написан по делу Марина Држића.

## Улоге
| Глумац                  | Улога              |
| ----------------------- | ------------------ |
| Драган Ђурић            | Бокчцило           |
| Љиљана Дуловић          | Петруњела          |
| Градимир Хаџи Славковић | Дундо Мароје       |
| Александра Ивановић     | Мецосопран солиста |
| Звонко Крнетић          | Тенор солиста      |
| Владимир Логунов        | Тудешак            |
| Миодраг Мирковић        | Попива             |
| Драгослава Николић      | Сопран солиста     |
| Споменка Пантелић       | Пера               |
| Божидар Павићевић Лонга | Помет              |
| Лидија Пилипенко        | Лаура              |
| Мира Поповић            | Баба               |
| Срба Сувочаревић        | Маре               |